# كارين يونسن
كارين يونسن (بالدنماركية: Karen Johnsen)‏ هي محامية دنماركية، ولدت في 9 سبتمبر 1899 في كوبنهاغن في الدنمارك، وتوفيت في 17 نوفمبر 1980 في Virum ‏ في الدنمارك.